# ماموستا، لنکران
ماموستا (به لاتین: Mamusta) یک منطقهٔ مسکونی در جمهوری آذربایجان است که در شهرستان لنکران واقع شده‌است. ماموستا ۴٬۴۰۲ نفر جمعیت دارد.